# Zijemlje (Republika Serbska)
Zijemlje (cyr. Зијемље) – wieś w Bośni i Hercegowinie, w Republice Serbskiej, siedziba gminy Istočni Mostar. W 2013 roku liczyła 174 mieszkańców.